# Bouilly (Marne)
Bouilly ist eine französische Gemeinde mit 229 Einwohnern (Stand: 1. Januar 2022) im Département Marne in der Region Grand Est (vor 2016: Champagne-Ardenne). Sie gehört zum Arrondissement Reims und zum Kanton Fismes-Montagne de Reims. Die Einwohner werden Beuillisiens genannt.

## Geographie
Bouilly liegt etwa 16 Kilometer westsüdwestlich von Reims. Umgeben wird Bouilly von den Nachbargemeinden Saint-Euphraise-et-Clairizet im Norden, Pargny-lès-Reims im Norden und Nordosten, Jouy-lès-Reims im Nordosten, Ville-Dommange im Osten und Nordosten, Courmas im Osten und Südosten, Chaumuzy im Süden und Südwesten sowie Bligny im Westen.

## Bevölkerungsentwicklung
| Jahr                       | 1962 | 1968 | 1975 | 1982 | 1990 | 1999 | 2006 | 2018 |
| Einwohner                  | 78   | 80   | 128  | 158  | 166  | 152  | 161  | 210  |
| Quellen: Cassini und INSEE |      |      |      |      |      |      |      |      |

## Sehenswürdigkeiten
- Kirche Saint-Remi, im Kern romanisch, im 19. Jh. stark überformt

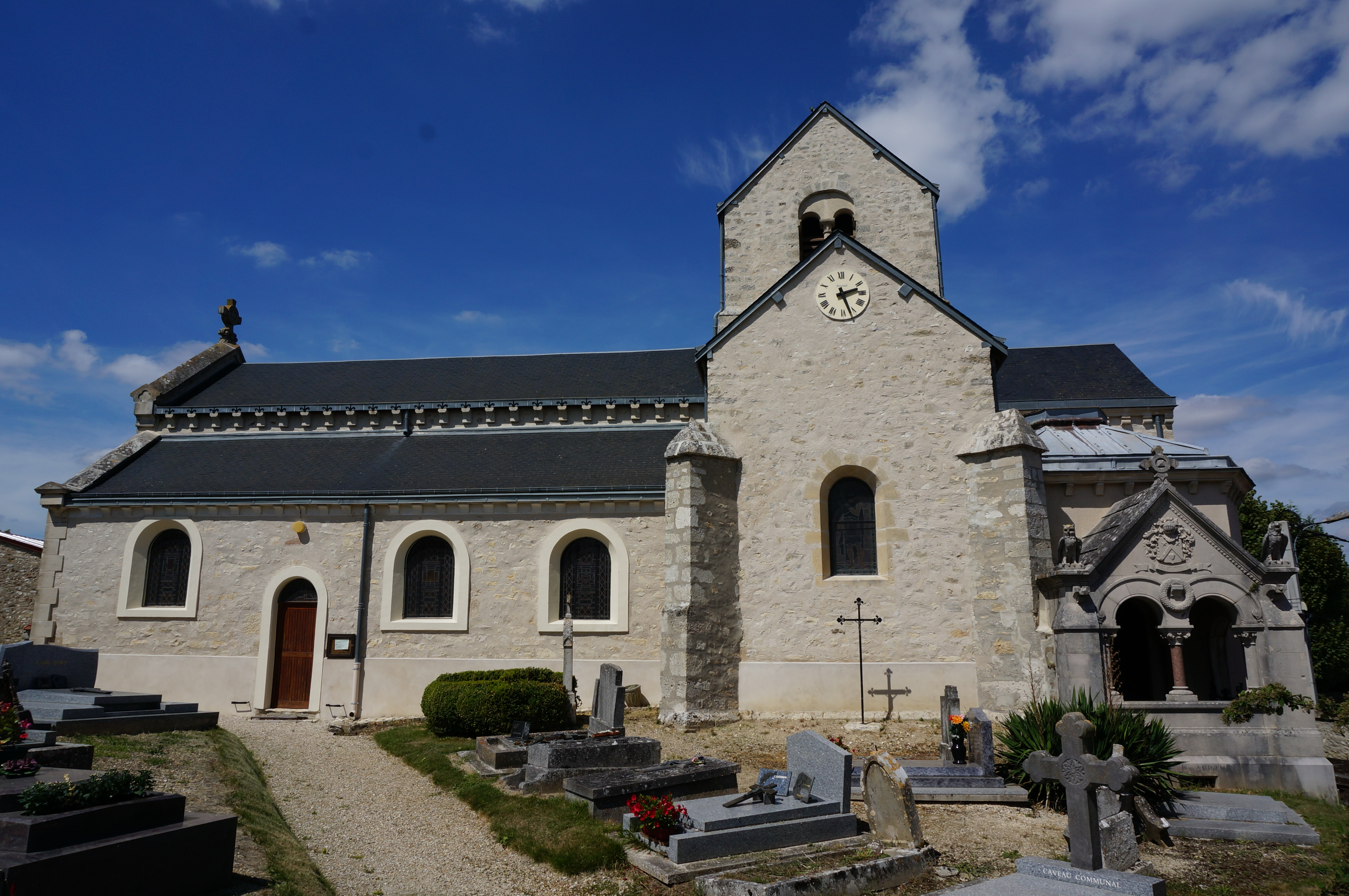
Kirche Saint-Remi

- Britischer Soldatenfriedhof
- Domäne von Commetreuil